# Massacres (André Masson)
Massacres est une série de dessins d'Andé Masson, réalisée de 1930 à 1934. Les dessins de la série sont dispersés dans des collections privées.

## Description
La série se compose principalement de dessins à l'encre, à la plume, à quoi s'ajoute quelques pastels, fusains et huiles. La quasi-totalité des œuvres porte simplement le titre de Massacre au singulier. Le style en est rapide, le trait ferme et sans repentir. Masson utilise toute la palette graphique dont il dispose : trait anguleux ou arrondi, léger ou insistant, plein ou délié. Les dessins représentent des corps nus, par deux, par trois ou des mêlées confuses. La plupart du temps, un homme saisit sa victime aux cheveux, au cou ou à la ceinture et s'aprête de l'autre main, armée d'un couteau qui la prolonge, à massacrer un être sans défense, la plupart du temps une ou plusieurs femmes, parfois un adolescent. Masson semble vouloir saisir l'instant qui précède l'entaille ou l'entaille elle-même.

## Interprétation
Cette série s'inscrit dans une longue tradition de l'art occidental, comprenant El Greco, Nicolas Poussin (Le Massacre des Innocents), Jacques Louis David (Les Sabines) et Eugène Delacroix (Scène des massacres de Scio). La plupart des interprétations établissent un lien entre la thématique de l'œuvre et l'expérience traumatisante que Masson a eu durant la Première Guerre mondiale, lors de l'offensive du Chemin des Dames en 1917. Masson, grièvement blessé à la poitrine, passe la nuit entière à contempler ce massacre depuis un trou d'obus,. La violence, le sang, la mort seront dès lors une constante de son œuvre. Mais c'est dans la série des Massacres, qu'il exprime le plus directement et le plus crüement les scènes d'horreur et la violence de la guerre, transcendées et sorties du temps par un travail de métamorphose artistique.